# Montussan
Montussan is een gemeente in het Franse departement Gironde (regio Nouvelle-Aquitaine). De plaats maakt deel uit van het arrondissement Bordeaux. Montussan telde op 1 januari 2022 3.506 inwoners.

## Geografie
De oppervlakte van Montussan bedroeg op 1 januari 2022 8,3 vierkante kilometer; de bevolkingsdichtheid was toen 422,4 inwoners per km².

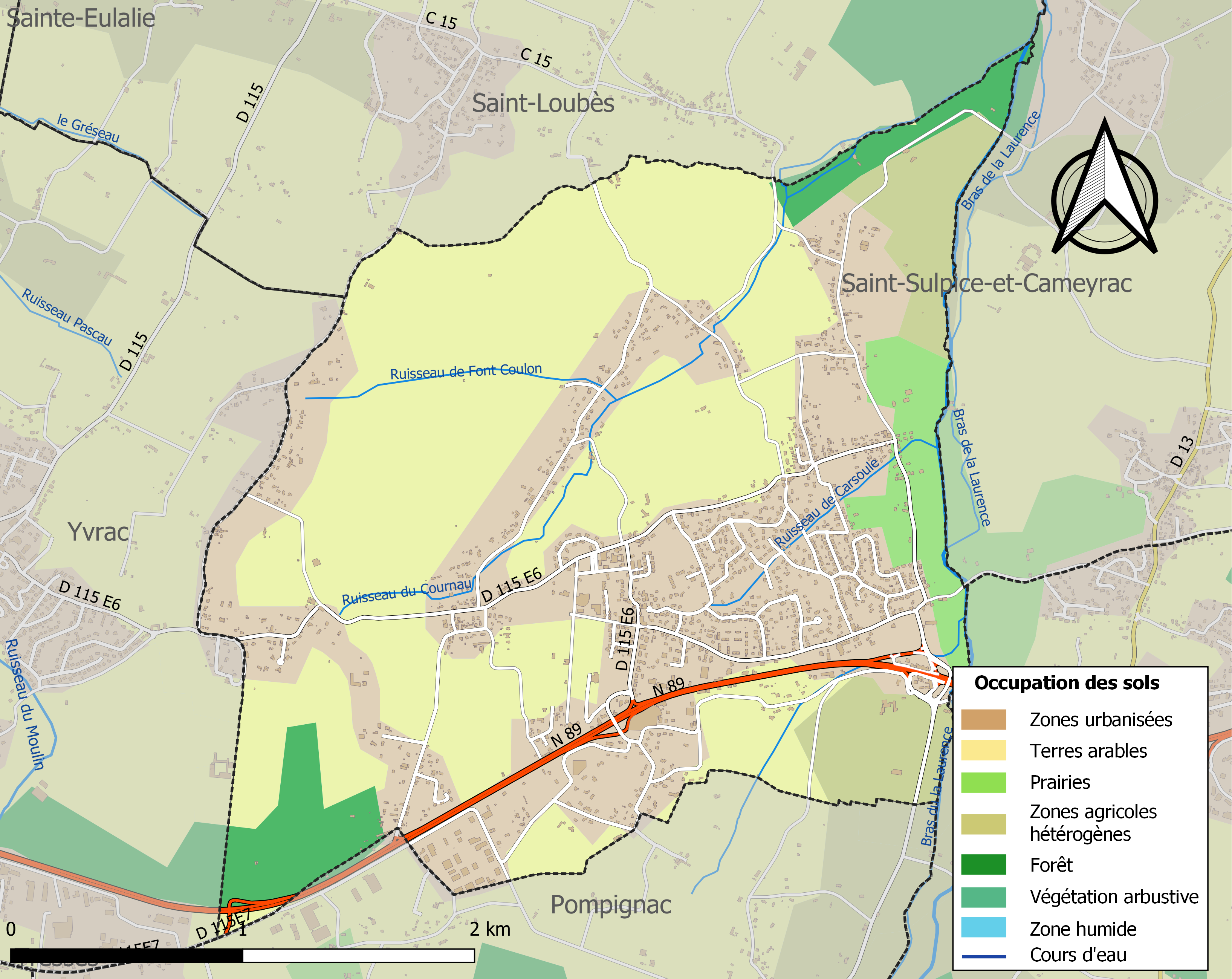
Kaart van de gemeente met belangrijkste infrastructuur, bodemgebruik en omliggende gemeenten

## Demografie
Onderstaande figuur toont het verloop van het inwonertal (bron: INSEE-tellingen).